# Route 865 (Nouveau-Brunswick)
Pour les articles homonymes, voir Route 865.
La route 865 est une route locale du Nouveau-Brunswick, située dans le sud de la province. Elle traverse une région principalement boisée et vallonneuse. De plus, elle mesure 16 kilomètres, et est pavée sur toute sa longueur. 

## Tracé
La 865 débute à Hillsdale, sur la route 111. Elle commence par se diriger vers le nord-ouest jusqu'à Clover Hill, où elle croise la route 860. Elle continue ensuite sa route vers le nord-ouest en possédant de nombreuses courbes jusqu'à la sortie 175 de la route 1, à Norton, pour laisser sa route à la route 124. 

## Intersections principales
| route 865       |             |    |                                                         |                          |
| Comté           | Location    | km | Intersection/Destinations                               | Notes                    |
| Comté de Kings  | Hillsdale   | 0  | R-111, Upperton, Loch Lomond                            | extrémité sud de la 865  |
| Comté de Kings  | Clover Hill | 4  | R-860 ouest, Titusville, French Village                 |                          |
| Comté de Kings  | Norton      | 16 | R-1, R-124 nord, Norton, Moncton, Sussex, Saint-Stephen | extrémité nord de la 865 |
| Bleu: Échangeur |             |    |                                                         |                          |